# اوگو فانو
اوگو فانو (به انگلیسی: Ugo Fano؛ ۲۸ ژوئیهٔ ۱۹۱۲ – ۱۳ فوریهٔ ۲۰۰۱) فیزیک‌دان اهل ایتالیا بود.